# Las Palmas (Chaco)
Pour les articles homonymes, voir Las Palmas (homonymie).
Las Palmas est une localité argentine située dans la province du Chaco et dans le département de Bermejo.

## Démographie
La localité compte 4 914 habitants (Indec, 2010), ce qui représente une diminution de 9,6 % par rapport aux 5 434 habitants (Indec, 2001) du recensement précédent. Dans la municipalité, le nombre total d'habitants était de 6 593 (Indec, 2001). Avec La Leonesa, elle forme une agglomération urbaine connue sous le nom de La Leonesa - Las Palmas. La population combinée de l'agglomération est de 13 737 habitants (Indec, 2010).

## Paroisses
| Archidiocèse | Resistencia     |
| ------------ | --------------- |
| Paroisse     | Santa Margarita |